# Амбой (город, Миннесота)
Амбой (англ. Amboy) — город в округе Блу-Эрт, штат Миннесота, США. На площади 0,8 км² (0,8 км² — суша, водоёмов нет), согласно переписи 2002 года, проживают 575 человек. Плотность населения составляет 710 чел./км².
- Телефонный код города — 507
- Почтовый индекс — 56010
- FIPS-код города — 27-01324[1]
- GNIS-идентификатор — 0639321[2]